# Patrimoni cultural

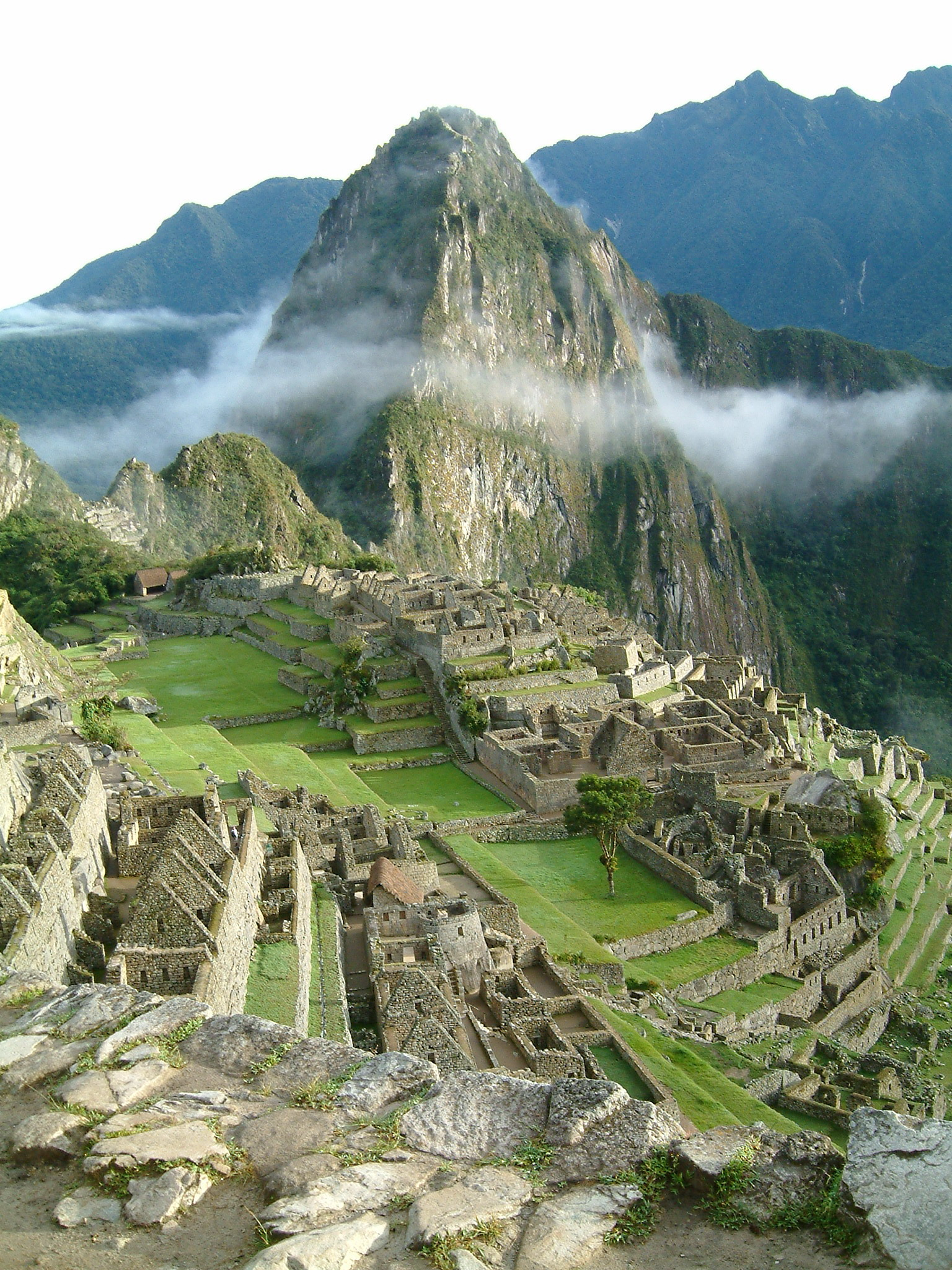
Santuari històric de Machu Picchu

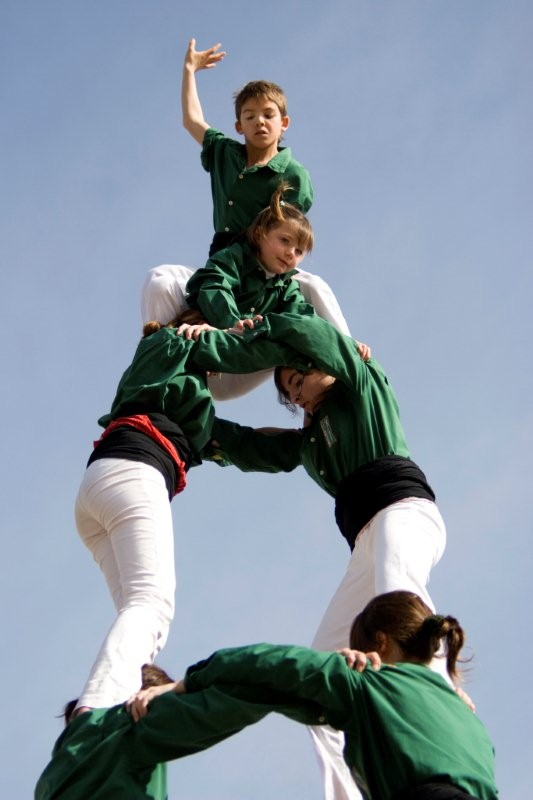
Els castellers, tradició catalana. Exemple de patrimoni cultural de tipus immaterial. Reconegut com a tal per la UNESCO.

El patrimoni cultural es defineix com el conjunt de béns, materials o immaterials, d'important valor pel coneixement, missatge, diàleg cultural o creences, en definitiva, pels valors que vehiculen sobre la identitat col·lectiva d'un poble, transmesos d'una generació a l'altra.
El patrimoni cultural està constituït per tots els béns i valors culturals que són expressió de la nacionalitat o identitat d'un poble, com ara la tradició, els costums i els hàbits, així com el conjunt de béns immaterials i materials, mobles i immobles, que tenen un especial interès històric, artístic, estètic, plàstic, arquitectònic, urbà, arqueològic, ambiental, ecològic, lingüístic, sonor, musical, audiovisual, fílmic, científic, testimonial, documental, literari, bibliogràfic, museològic, antropològic i les manifestacions, els productes i les representacions de la cultura popular".
Existeix perquè la societat hi dona valor. Hi ha tota una construcció social al seu voltant. Si tota una col·lectivitat aprecia en un objecte o en uns balls valor de patrimoni cultural, és perquè l'ésser humà és cultural. La construcció individual de cada ciutadà es veu contaminada obligatòriament pel seu entorn. L'entorn és cultural perquè cada individu de l'entorn és al seu torn cultural. D'aquesta forma es construeix una identitat col·lectiva que es transmet de generació a generació.
En tant que éssers culturals, les societats fabriquen béns materials i immaterials culturals. Els transmet a cada generació com a forma de superació de les adversitats. L'interès de tota societat és doncs de transmetre'ls, d'aquí el sorgiment del concepte de patrimoni cultural. La presa de consciència de tot plegat es fa a partir de l'aparició de l'anomenada sociologia de la memòria. L'ésser humà també posseeix memòria col·lectiva i és d'aquesta que apareix el patrimoni cultural.
El patrimoni cultural es classifica d'hàbit:
- Patrimoni dit "material" que es constitueix sobretot dels paisatges construïts, de l'arquitectura i de l'urbanisme, de jaciments arqueològics i geològics, de documents, manuscrits o objectes d'art, mobiliari, industrial o manufacturer, etc.
- Patrimoni dit "immaterial" que pot adoptar diverses formes com ara el cant, els costums, balls, tradicions gastronòmiques, jocs, mites, contes i llegendes, testimoniatges, oficis xiquets, captació de tècniques i savoir-faire, etc

La transmissió del patrimoni cultural és al vell centre del seu debat i la seva mirada. El seu valor és subjectiu i moltes vegades es determina com a patrimoni culturla segons el seu capital simbòlic.
La seva conservació total no és pragmàticament parlant possible. El valor que hi pugui atorgar una societat concreta determina que puguin haver-hi espolis, saquejos, destruccions, etc. D'ença la Revolució Francesa que es construeix tota una noció de necessitat de conservar el patrimoni cultural.

## Quant a la noció de patrimoni cultural
L'expressió de patrimoni cultural es compon de dos vocables, patrimoni i cultura. El mot patrimoni prové del llatí patrimonium que al seu torn és un derivat de pater. Pater vol significar pare en català.
Inicialment, el terme patrimoni vol doncs dir "conjunt de béns materials o immaterials de valor heretat dels avantpassats". Els aspectes que el defineixen són la transmissió, l'herència, la passassió, les seves característiques materials i les immaterials.
En afegir-hi el qualificatiu de "cultural", el patrimoni adquireix un altre sentit. El patrimoni cultural és doncs l'herència d'un conjunt de béns materials o immaterials de valor cultural, històric o artístic deixat pels avantpassats d'una societat. Representen la identitat llegada a una societat. Des d'aquesta perspectiva, el patrimoni cultural es determina per la seva capacitat de parlar sobre un poble, sobre la identitat col·lectiva d'una societat. La gent s'hi identifica.

### Concepte i gènesi
El concepte de patrimoni cultural fa referència al conjunt de bens materials i immaterials heretats públicament, els quals permeten identificar el poble a la seva identitat. Partint d'això mateix, es considera que els béns objecte d'ésser patrimoni cultural presenten tot una sèrie de requisits. Els requisits són ben sovint maneres diferents de definir "patrimoni cultural".
Repassem-los:
- Béns culturals com a transmissors d'un missatge
- Béns culturals com a transmissors de coneixement
- Béns culturals com a transmissors d'ideologies i creences
- Béns culturals com a generadors de patrimoni
- Béns culturals com a generadors d'economia i progrés
- Béns culturals com a generadors de diàleg entre cultures

Convé comprendre que el patrimoni no és inherent a l'objecte, sinó que el seu valor és una construcció social pròpia d'un determinat moment.
Efectivament, no tothom atorga el mateix valor als béns culturals. Les societats són canviants perquè els seus valors també canvien. Un exemple d'això mateix són les destruccions d'estàtues assíries al Llevant per part d'Estat Islàmic durant la Guerra contra el Terrorisme. La jihad islamista destruïa estàtues considerades per les societats occidentals com a valuoses. En canvi, els protagonistes de les destrosses, les rebutjaven perquè no hi trobaven cap mena de valor. L'exemple fa evident que el valor que s'atorga a un bé cultural és subjectiu, fruït de la construcció social de cada societat. Per aquest motiu es considera que no es pot pragmàticament conservar tot el patrimoni cultural. Pot haver estat objecte de destrucció per espolis, robatoris, saqueigs, etc.
La noció de patrimoni cultural es genera de mica en mica durant tot el segle xix arran de la Revolució Francesa. La Revolució és la responsable d'haver difós el concep de Nació. La nació rau sobre una memòria col·lectiva. S'entén des d'aquesta que existeixen uns valors, unes actituds, uns comportaments i uns records que són propis a una societat concreta que s'identifica a ella mateixa com a Nació. La conservació de béns culturals esdevé llavors prioritària perquè són patrimoni que serveix per transmetre aquest missatge, el coneixement de la nació concernida, les seves creences, tot generant de la mateixa manera patrimoni, economia, progrés i diàleg cultural amb altres nacions.
Cap a finals del segle xix, es gesta tota una reflexió sobre la memòria col·lectiva. El sociòleg francès Maurice Halbwachs, deixeble d'Henri Bergson, dona una mirada sociològica a la memòria i degut a això, es construeix el concepte de patrimoni cultural. A La memòria col·lectiva publicada el 1925, hi exposa que la memòria és un procés social, no pas individual. Cada individu de la societat recorda perquè pot col·locar els records en un conjunt espacial i temporal col·lectiu, és a dir, pot aportar-hi context. El context el proporciona la cultura col·lectiva. Reprèn les conclusions del sociòleg Émile Durkheim segons el qual la consciència col·lectiva es compon de les maneres d'obrar, pensar i sentir de tot un col·lectiu. I, això, segons Maurice Halbwarchs s'aprecia en el procés de formació de cada individu. Se'n desprèn que les societats tenen la seva pròpia memòria col·lectiva.
A la resta del segle XX es gesta la presa de consciència sobre la necessitat de conservar tot allò que apel·la a aquesta consciència col·lectiva, materialitzant-ho en l'anomenat patrimoni cultural.

#### Memòria col·lectiva i holocaust jueu

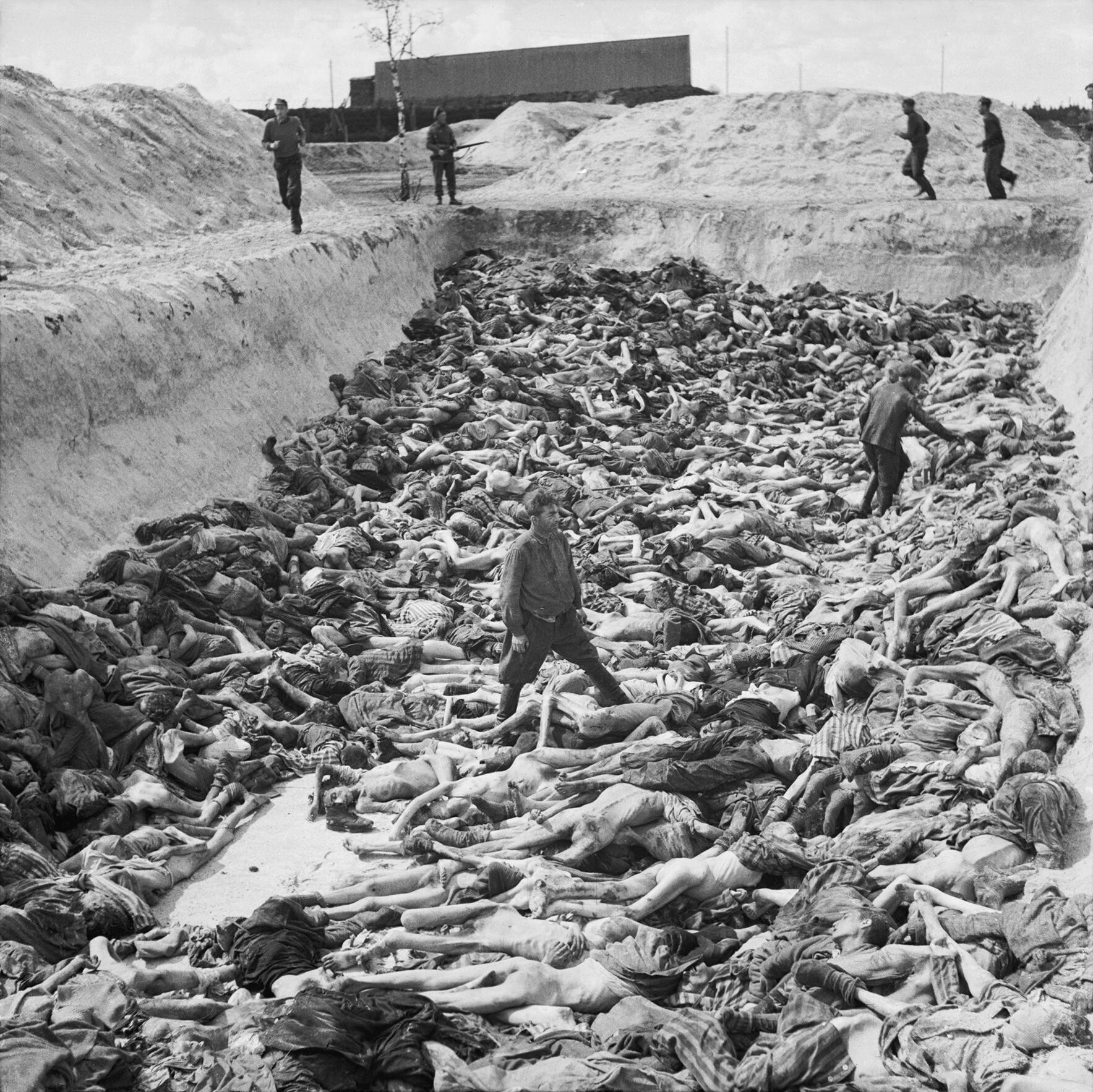
Imatges de l'extermini de jueus per part del règim feixista alemany al camp de concentració de Bergen-Belsen; Fritz Klein (IWM BU4260)

Al món francòfon, la noció de l'ultima de les últimes, darrera de les darreres o, dit en francès, "der des der", es cultivava des del final de la Primera Guerra Mundial. No és, però, fins al final de la segona que la noció s'expandeix a tot el món occidental, principalment. L'holocaust nazi que pretenia exterminar sistemàticament i de forma massiva a jueus, a més de gitans, discapacitats, dissidents polítics o homosexuals, va colpir considerablement la població, com també els seus governants.
Es va fer evident aleshores que calia construir un record col·lectiu sobre l'holocaust per tal d'evitar que allò tornés a reproduir-se en el futur amb altres pobles. D'aquí torna a aparèixer la noció de l'ultima de les últimes. Al voltant d'aquest sentiment, de no voler reproduir mai més allò, es divulga el concepte de patrimoni cultural així com la necessitat de la seva conservació. A partir de llavors prenen molta rellevància els treballs d'en Halbwachs, mort en un camp d'extermini nazi.
D'ençà que els genocidis s'han tornat a repetir. És el cas del genocidi de Ruanda, de l'intent d'extermini bosnià per part de Sèrbia, etc. L'estudi dels pobles indígenes pren molta rellevància i amb la descolonització es mira de fer difusió del significat que ha portat el domini imperialista europeu arreu del món. Als Estats Units s'hi va promoure abans de les dues guerres, un intent sistemàtic i calculat d'extinció dels béns culturals dels pobles indígenes. Nació que es construeix sobre una base de nacionalisme ètnic, l'estat estatunidenc procedeix a la colonització de l'oest americà amb un genocidi física i moral de les seves poblacions. No és fins al final de la guerra que els Estats Units, com a imperi pren consciència de la necessitat de fer perviure la memòria col·lectiva d'altres pobles i, tanmateix, amb la Guerra Freda torna a posar-se en marxa processos de genocidis.
És el cas de les guerres a Síria, contra el poble kurd o la virulència contra el Tibet o el poble uigur. En aquest sentit cal destacar com els mateixos Estats Units, França, Anglaterra i Rússia fan la vista grossa davant de genocidis com aquell que a la dècada dels 2010 es dibuixa a Birmània contra la població rohingya.

### Classificació del patrimoni cultural
La classificació dels béns culturals és subjectiva, variada i dispersa. Cada societat procedeix a classificacions pròpies. Tanmateix, es pot mirar de donar un marc general classificatori. És justament allò que es proposa tot seguit.
- Patrimoni cultural:
  - Tangible
    - Immoble (ex.: jaciments, paisatges, etc)
    - Moble (ex.: documents, obres, artefactes, etc)

  - Intangible
    - Capacitat de representació física (ex.: arts escèniques, balls, jocs, testimoniatges, etc)
    - Capacitat de codificació (ex.: llengües, religions, música, etc)
    - Capacitat de generar significat simbòlic

- Patrimoni natural:
  - Ecosistemes

Aquesta classificació és en part el llegat deixat pel professor Pierre Nora, de l'École des Hautes Études en Sciences Sociales de París. En un recull publicat a la dècada dels 70 del segle xx, classifica prop de 130 monuments de França en tres blocs, dos dels quals són "memòria immaterial" i "memòria material". Per a l'ocasió elabora el concepte de lloc de memòria i així mateix titula el seu volum.
La immaterialitat del patrimoni genera tot un debat al si de la museïtzació. Inicialment era percebut com a quelcom de singular i amb la Declaració de la Haida de 1953 passa a ser pres en consideració. Tanmateix, s'aplica una visió molt colonialista als béns culturals immaterials de forma que progressivament s'abandona aquesta visió que restringeix el patrimoni al simple folklore. És a partir d'aquest punt que ens apropem a la classificació actual.
Un exemple evident de patrimoni cultural intangible són els Castellers. Declarats patrimoni immaterial de la humanitat després de candidatura, no recauen en res de pròpiament tangible, és a dir, en quelcom material. En canvi, és una mostra de patrimoni material el monestirs dels Jerònims a Lisboa. Es tracta d'una construcció d'estil manuelinha que evoca la història d'un poble, en aquest cas el portuguès. És un bé cultural tangible, per tant, material. Tots dos conformen el patrimoni cultural de dues nacions, la portuguesa i la catalana.
Així doncs en aquest mateix àmbit es pot classificar el parc natural de la vall del Madriu d'Andorra com a patrimoni natural del poble andorrà. És així perquè representa el context memoriable de la història del poble andorrà. Es tracta d'un paisatge natural i per això es col·loca dins el patrimoni natural. Ara bé, ha estat declarat com a patrimoni immaterial de la humanitat per part de la UNESCO, com ara els castellers. És doncs un bé cultural.

## Protecció del patrimoni cultural

Bandera de la UNESCO

### La construcció social del patrimoni cultural
El patrimoni cultural és una construcció social. És a dir, el valor que hom hi dona és el reflex de la seva societat. Això esdevé especialment visible amb el final d'un règim totalitarista. L'enderrocament d'estàtues n'és la materialització. En enderrocar una estàtua, la societat responsable de la seva destrucció expressa valors diferents vers el be cultural. Valors que no s'adiuen als que la societat que va construir l'estàtua emetia. Quelcom que s'explica per dues visions oposades a les societats que en són protagonistes. La primera, que erigeix el monument, dona un valor diferent a la segona, que mira d'enderrocar-lo. L'exemple serveix en aquest apartat per parlar de la construcció social del patrimoni cultural.
Es parla de construcció social per referir-se al valor cultural que s'associa als béns culturals. Parteix del constat que l'ésser humà és una espècie cultural de naturalesa. La cultura és d'un punt de vista antropològic la manera de pensar, obrar i sentir d'una societat. Conforma el seu sistema de valors. Cada societat la materialitza en forma de tradicions, a l'idioma mateix, a les arts plàstiques, a la música que produeix, la seva literatura, el seu cinema o els seus mèdia. Es parla d'elements que simbolitzen la cultura d'una societat. La ideologia de cadascuna es transmet pel llenguatge que pot ésser material (ex.: un artefacte) o immaterial (ex.: una llengua).
D'un punt de vista biològic, la cultura és una eina evolutiva per a l'ésser humà. Li permet fer front a les adversitats. Es tracta d'un estri que modela el comportament d'una societat amb l'objectiu de poder superar les adversitats. En no haver-hi mantera d'inscriure als gens els canvis tan radicals del medi ambient, l'home ha trobat la forma d'adaptar-se a través de la cultura (Richard Dawkins, 1976). Per això mateix la transmet i d'ací també se n'extreu la concepció de deure de memòria. A Macedònia del Nord, d'ençà la caiguda del mur de Berlín i el seu accés a la independència, que s'erigeixen monuments a la capital per tal de perllongar el deure de memòria de la cultura macedònica. És una mena d'afrontar l'adversitat que presenta els genocidis perpetrats per l'imperialisme rus.
Es conclou que el patrimoni cultural és una construcció social perquè és la societat que el construeix amb la seva pròpia cultura. La cultura no és quelcom d'hereditari. S'aprèn, perquè es divulga. Per tant, el patrimoni cultural és perquè la pròpia societat el construeix. Per tot això, tot sovint, els béns públics llegats són objecte d'estudi. Tècnics en vàries àrees determinen el seu valor i de les conclusions finals, s'acaba considerant o no com a patrimoni cultural. És a dir, és d'hàbit que un be cultural no sigui percebut com a tal per tothom, per manca de coneixements sobre l'artefacte. El deure de memòria és el que mira d'avaluar-ne el valor per tal de divulgar-lo entre la població, és a dir, dotar-lo valor, construir-hi socialment un cert valor. Aleshores es considera que cap objecte té valor, sinó que té "capital simbòlic" atès que el seu valor és constructiu.

### El procés de valoració del patrimoni cultural
Donat que el valor patrimonial és subjectiu, es mira de determinar el capital simbòlic a través de l'avaluació de la naturalesa, de la genialitat i la historicitat de cada be cultural. La valoració de tot be cultural serveix per protegir-lo en tant que necessitat de deure de memòria; fet que duu a divulgar-lo.
La valoració mira de determinar la potencialitat del be com a patrimoni cultural. Es fa un estudi de coneixement i comprensió del be potencial. Tot seguit se li confereix un capital simbòlic que és objecte de cura, transmissió i gaudi. És a la darrera fase que se'n deriven els usos, normalment culturals o econòmics. En efecte, tot be cultural és susceptible de generar economia, nou patrimoni i diàleg entre cultures.
En aquest camp existeixen dos punts de vista sobre el procés de valoració:
- El patrimoni cultural no té valor tot sol, sinó que és la seva valoració que permet donar-hi mai millor dit, valor
- El patrimoni cultural no té valor tot sol, però tampoc no cal valoritzar-lo, sinó que s'ha d'educar sobre la memòria col·lectiva perquè n'adquireixi

Per tant, en el procés de valoració es mira d'avantsala preveure el seu ús, la seva utilitat després de la passassió. I, en aquest àmbit, dos punts de vista s'oposen. El primer que confereix valor abans i tot de qualsevol ús, i, el segon, que pensa més aviat que cal divulgar-ne el valor abans d'atorgar-li'n. Dit altrament, entre l'una i l'altra tenim el patrimoni cultural com a instrument educatiu o com a recurs educatiu.
A fi d'evitar que es barregi patrimoni cultural amb l'objecte i subjecte, el filòsof Paul Ricœur proposa avaluar el patrimoni cultural en funció de dues preguntes:
- què recorda (el be cultural)?
- qui ho recorda (el be cultural)?

Aquesta aproximació permet desblocar l'objecte i, per tant, acabarem mesurant si, allò és un be cultural perquè encara recorda espontàniament o bé l'és perquè hi ha una construcció cultural al seu entorn.

#### Usatge del patrimoni cultural
El patrimoni cultural té en essència tres tipus usos:
- Econòmic
- Educatiu
- Diàleg intercultural

En l'àmbit econòmic es pot fer esment del seu ús turístic. És el cas de la mateixa Torre Eiffel, de les piràmides d'Egipte, de Machu Picchu o de la Ciutat Prohibida de Pequí i encara Ayutthaya. Són patrimoni cultural que en destinar-se a la seva divulgació, són presentats al públic estranger. Aquí hi apareix igualment el segon ús, l'educatiu.
Les grutes amb pintures rupestres de Dordonya en són un exemple ben il·lustratiu. La seva reconstrucció artificial per tal d'obrir-la al públic sense que això comporti la destrucció de les originals, permet la visita recurrent al jaciment d'escolars que poden aprendre del seu propi passat. En ultra, la seva divulgació a través de manuals, biografies, entre més, potencia el seu aprenentatge. Els museus són en aquest cas una eina per a la transmissió educativa dels béns culturals.
En darrer lloc cal destacar el diàleg intercultural, tal com postula la mateixa UNESCO que reprèn aquesta noció dels treballs del sociòleg brasiler Michel Pollack. L'aprenentatge de cultures ultra la nostra permet establir unes vertaderes bases de coneixement de l'altre, tot evitant d'aquesta manera tota barrera que propiciï racisme i intents de genocidi.
Els treballs del brasiler Michel Pollack són d'allò més importants en l'àmbit de la construcció social que es fa a l'entorn de la valoració dels bens culturals. En efecte, remarca com existeix patrimoni cultural en societats que són excloses del discurs oficial. Podríem posar-hi com a exemples les comunitats frisones o samis a Europa. Alhora ha fet notar com la necessitat de valoració del patrimoni cultural apareix quan hi ha trencament de paradigma societari. És llavors quan el present pregunta al passat. S'estableix un diàleg entre cultures.
La sociòloga argentina Elizabeth Jelin, en aquest sentit, fa evident com a l'hora d'avaluar un be cultural cal distingir el subjecte, el contingut a avaluar i el context en què s'avalua. La distinció parteix del constat que els trencaments de paradigma produeixen períodes d'oblit i silencis davant d'altres períodes de record i deure de memòria.

### La conservació del patrimoni cultural
Les entitats que identifiquen i classifiquen determinats béns com a rellevants per a la cultura d'un poble, d'una regió o de tota la humanitat, vetllen també per la protecció d'aquests béns, de manera que siguin preservats degudament per a les generacions futures i que puguin ser objecte d'estudi i font d'experiències emocionals per a tots aquells que els facin servir, gaudeixin o visitin.
La "Convenció per a la protecció del Patrimoni Cultural i Natural del Món" va ser adoptada per la Conferència General de l'Organització de les Nacions Unides per a l'Educació, la Ciència i la Cultura (UNESCO), el 16 de novembre de 1972, amb l'objectiu de promoure la identificació, protecció i preservació del patrimoni cultural i natural de tot el món, el qual és considerat especialment valuós per a la humanitat.
Com a complement d'aquest tractat va ser aprovada per la UNESCO el 17 d'octubre de 2003, la "Convenció per a la Salvaguarda del Patrimoni Cultural Immaterial", que va definir que:
S'entén per "patrimoni cultural immaterial" els usos, representacions, expressions, coneixements i tècniques -juntament amb els instruments, objectes, artefactes i espais culturals que els són inherents- que les comunitats, els grups i en alguns casos, els individus reconeguin com a part integrant del seu patrimoni cultural.
Aquest patrimoni cultural immaterial, que es transmet de generació en generació, és recreat constantment per les comunitats i grups en funció del seu entorn, la seva interacció amb la natura i la seva història, infonent un sentiment d'identitat i continuïtat i contribuint així a promoure el respecte de la diversitat cultural i la creativitat humana.
A Catalunya, entre altres iniciatives, la llei de patrimoni cultural estableix que en els pressupostos d'obres públiques s'hi destini una partida igual o superior a l% per a la conservació, restauració, excavació i adquisició de béns patrimonials o pel foment de la creació artística contemporànea.

#### Pobles indígenes
Atès que "tots els pobles contribueixen a la diversitat i riquesa de les civilitzacions i cultures, que constitueixen el patrimoni comú de la humanitat" i que "el respecte dels coneixements, les cultures i les pràctiques tradicionals indígenes contribueix al desenvolupament sostenible i equitatiu ja l'ordenació adequada del medi ambient ", el 13 de setembre de 2007 va ser adoptada la Declaració de les Nacions Unides sobre els drets dels pobles indígenes, que estableix que "els pobles indígenes tenen dret a mantenir, controlar, protegir i desenvolupar el seu patrimoni cultural, els seus coneixements tradicionals, a practicar i revitalitzar les seves tradicions i costums culturals, a practicar i ensenyar els mateixos idiomes i les seves cerimònies espirituals, a mantenir i protegir els seus llocs religiosos i culturals i a accedir-hi, a mantenir la seva integritat com a pobles diferents, els seus valors culturals i identitat ètnica, així com a la restitució dels béns culturals i espirituals dels quals hagin estat desposseïts."
Aquesta important Declaració va estar precedida, des de 1989, pel Conveni 169 de l'Organització Internacional del Treball sobre pobles indígenes i tribals, que determinava la protecció dels "valors i pràctiques socials, culturals, religiosos i espirituals propis" dels pobles indígenes, definint "la importància especial que per a les cultures i valors espirituals dels pobles interessats revesteix la seva relació amb les terres o territoris ", així com la importància de les activitats econòmiques tradicionals per la seva cultura.

## Universalització del patrimoni cultural

### La internacionalització del patrimoni cultural
En participar en la creació de la Comissió Internacional de Cooperació Intel·lectual, ancestre de la UNESCO, el sociòleg estructuralista d'Henri Bergson, posa la base perquè el concepte de patrimoni cultural s'expandeixi per tot el planeta. En tot cas, degut a la guerra, es podria dir que la seva aplicació a nivell internacional haurà d'esperar-se a la Segona Guerra Mundial.
La Declaració de l'Haia de 1952 és el primer document de caràcter internacional que defineix el concepte de bé cultural mercès al jurista italià Massimo Giannini. A la dècada dels 60 del segle xx, la UNESCO crea la Comissió Franceschini que es troba en l'origen de la reflexió sobre l'aplicació del concepte de patrimoni cultural a la legislació internacional. En paral·lel, neix el Consell Internacional dels Monuments i Llocs Històrics, abreujat ICOMOS, que es constitueix com a associació civil no governamental. Situada a França, es connecta a l'ONU mitjançant la UNESCO. Fundada el 1965 és el resultat de la Carta de Venècia de 1964 i assumeix l'encàrrec de proposar béns culturals a protegir.
És finalment a la dècada dels 70, més concretament el 1972, amb l'adopció del Conveni per a la Protecció del patrimoni mundial, cultural i natural que s'introdueix el concepte a l'àmbit internacional. Aleshores hi tenim una noció que només contempla el patrimoni cultural a la seva vessant material. La UNESCO elabora des del 1972 un inventari de llocs memorables al món. En l'adopció final del conveni de 1972 s'hi acaba incorporant la noció d'immaterialitat.
La immaterialitat és objecte inicialment d'una visió colonialista del patrimoni cultural. És a dir, hi ha inicialment una classificació gairebé de folklorisme del patrimoni cultural immaterial. El procés de descolonització ajuda a desfer-se de la visió colonial i la immaterialitat s'amplia. El patrimoni cultural inclou llavors l'herència humana submergida, de cent anys ençà, als mars, els oceans o tot tipus de medi subaquàtic. Els saquejos fan que la UNESCO hagi de consensuar el Conveni per la protecció del patrimoni cultural subaquàtic.
Finalment, la descolonització permet desbloquejar l'occidentalitat del concepte de patrimoni cultural. És en aquest punt que s'introdueix les restes orals del patrimoni cultural, fet que potencia tot un debat degut a la perspectiva de conservació. El fet que el patrimoni cultural sigui generador d'economia duu igualment a una "guerra del patrimoni" en què països com ara França o organitzacions alienes com ara l'OMC hi participen. La legislació sobre els llits marins són un potencial econòmic que porta justament a legislar per protegir els espais amb capital simbòlic. A més a més, països també fan ús de les convencions per declarar sistemes polítics com a patrimoni immaterial, és el que d'Andorra.

### Legislació i protecció

#### Nivell internacional
A nivell internacional el patrimoni cultural és regulat i protegit per la UNESCO (Organització de les Nacions Unides per a l'Educació, la Ciència i la Cultura de la seva nomenclatura en anglès). És un òrgan que depèn de l'Organització de les Nacions Unides (ONU). Va ser creada l'any 1946 i vetlla pel "manteniment de la pau i la seguretat mitjançant l'educació, la ciència i la cultura, la col·laboració entre nacions, amb la finalitat d'assegurar el respecte universal a la justícia, la llei, els drets de l'Home i de les llibertats fonamentals de tots plegats, sense distinció de raça, sexe, llengua o religió".
Dos òrgans seus en depenen:
- Consell Internacional de Museus
- Consell Internacional dels Monuments i Llocs Històrics

La primera és un consell que agrupa a mode de federació a tots els museus del món mentre que el segon és l'òrgan responsable d'avular el patrimoni mundial per tal de protegir-lo i divulgar-lo.
Tots dos contribuïxen a la gestió patrimonial mundial. La pròpia ONU, d'altra banda, contribuïx a establir un marc legislatiu internacional i aplicable a tots els països. A banda, cada país i regió gestiona el seu propi patrimoni seguint aquestes línies i les seves pròpies.

#### Països Catalans i Andorra
El patrimoni cultural fa l'objecte de protecció per part de l'estat andorrà en virtut de la seva pròpia constitució que en l'article 34 especifica que "l'Estat ha de garantir la conservació, la promoció i la difusió del patrimoni històric, cultural i artístic d'Andorra". L'aplicació de l'article es regula deu anys més tard de la seva aprovació amb la Llei 9/2003, del 12 de juny, del patrimoni cultural d'Andorra. Abans d'això, l'estat andorrà regulava la protecció del patrimoni cultural a través de tres ordinacions (1964, 1988, 1988). Abans de l'aprovació de la Constitució de 1993, el parlament andorrà va aprovar la Llei del 1993 de protecció del patrimoni cultural-natural d'Andorra.
Després de la seva aprovació, s'aprova finalment la Llei 9/2003 del patrimoni cultural d'Andorra que desenvolupa l'article 34 de la pròpia Constitució. L'any 2014 es modifica la Llei el 24 de juliol per tal que els béns immobles siguin objecte de protecció a ritme adequat. El país ha signat diversos convenis de protecció del patrimoni cultural a nivell internacional però de forma general, no tots els convenis que el govern andorrà signa es ratifiquen en tornar al país.
Pel que fa els Països Catalans, la legislació en matèria de protecció cultural es troba en mans de les autonomies, que en tenen la competència. A Catalunya la legislació que regula la seva protecció són:
- Llei 9/1993, de 30 de setembre, del Patrimoni Cultural Català.
- Llei, 2/1993, del 5 de març, de foment i protecció de la cultura popular i tradicional i de l’associacionisme cultural.
- Decret 78/2002, de 5 de març, del Reglament de protecció del patrimoni arqueològic i Paleontològic.

Totes aquestes lleis venen evolucionades de l’Article 9 de l’Estatut d’Autonomia (1979).
L'Inventari del Patrimoni Arquitectònic de Catalunya el gestiona el Servei del Patrimoni Arquitectònic de la Direcció General del Patrimoni Cultural. Es va iniciar l'any 1982 i des d'aleshores s'ha anat perfilant fins a assolir una visió força completa del patrimoni construït monumental d'arreu de Catalunya. S'hi inclouen edificis i construccions d'interès artístic, arquitectònic o històric, sectors i elements d'edificis, elements arquitectònics aïllats, petits conjunts i nuclis d'interès historicoartístic, tant de caràcter monumental com popular i tradicional.
Sempre dins els PPCC, el País Valencià també posseeix competències en matèria de protecció i declaració de patrimoni cultural. En aquest cas el marc legislatiu és:
- Llei de 1998 del patrimoni cultural valencià
- Decret 107/2017, de 28 de juliol, del Consell, pel qual s'aprova el Reglament de regulació de les actuacions arqueològiques en la Comunitat Valenciana
- Decret 62/2011, de 20 de maig, del consell, pel que es regula el procediment de declaració i el règim de protecció del béns de rellevància local. [2011/6066]
- Decret 23/1989: Exercici de competències en matèria de patrimoni
- Decret 208/2010, de 10 de desembre, del Consell, pel que s'establix el contingut mínim de la documentació necessària per a l'elaboració dels informes els estudis d'impacte ambiental

A les Illes Balears, el govern també posseeix les competències en matèria de protecció i declaració de patrimoni cultural a partir de la legislació següent:
- Llei 12/1998, de 21 de desembre, del patrimoni històric de les Illes Balears
- Llei 18/2019, de 8 d'abril, de salvaguarda del patrimoni cultural immaterial de les Illes Balears
- Llei 4/2003, de 26 de març, de museus de les Illes Balears
- Llei 15/2006, de 17 d’octubre, d’arxius i patrimoni documental de les Illes Balears
- Decret 14/2011, de 25 de febrer, pel qual s’aprova el reglament d’intervencions arqueològiques i paleontològiques de les Illes Balears

## Divulgació del patrimoni cultural

### El concepte de museu
El patrimoni cultural és objecte de difusió perquè amb el concepte mateix s'hi dilucida un deure de transmissió patrimonial. La transmissió del patrimoni cultural ha variat enormement tot al llarg de la història. La societat ha passat de transmetre els béns culturals a través de relíquies d'adoració a fer-ho en espais d'educació tot passant per galeries de col·lecció. La forma de transmetre'ls amb més eficàcia han estat els museus.
El terme museu apareix al segle xviii. S'ha definit de diverses maneres però actualment es defineix tenint en compte quatre requisits:
- l'adquisició; un museu té una política d'adquisicions coherents
- la conservació; té com a missió conservar el patrimoni cultural
- la recerca; ha de fer recerca per complir la seva missió de divulgació del patrimoni que posseeix
- la transmissió; ha de garantir-se que les adquisicions siguin divulgades

Per tant, el museu és una institució permanent sense afany de lucre al servei de la societat que té com a missió conservar, cercar, transmetre i exposar el patrimoni cultural.
Els museus s'han dotat de tota una construcció social al seu voltant. Els museus del segle xix són diametralment oposats als actuals perquè la concepció mateixa de patrimoni cultural ha canviat. Avui, els museus no són, com d'antuvi, sales d'antiguitats exposades. Són mitjans de transmissió del patrimoni cultural i, per tant, emfasitzen sobre el receptor, no tant en l'objecte.
Per això mateix els museus són:
- una socialització de la cultura i dels béns culturals
- un mitjà de transmissió i educació cultural
- al servei de la societat
- contribueixen a la popularització del coneixement i patrimoni

Això fa que la interpretació prengui un valor afegit. La interpretació com a concepte neix al segle xix als Estats Units. La creació de parcs naturals protegits en territori estatunidenc torna necessari dotar-los d'interpretació, és a dir, socialitzar-los, transmetre'ls adequadament per tal que el patrimoni natural sigui conservat correctament. Durant tot el segle XX es desenvolupa doncs la interpretació dels espais museístics. La interpretació és una activitat educativa en tant que ha de permetre socialitzar o acostar el patrimoni cultural a les noves generacions, que pretén revelar significats i interrelacions mitjançant l'ús del mateix patrimoni cultural, material o immaterial, establint d'aquesta manera contacte amb el bé cultural i la societat que n'ha llegat.
No s'ha de confondre el terme interpretació amb la capacitat de donar significats dispars a un bé patrimonial. És a dir, interpretar, en aquest àmbit, no és sinònim de manipular, dir quelcom sobre un objecte. És fa doncs necessari comprendre el concepte d'interpretació com a hermenèutica, és a dir, capacitat de traduir el significat del bé cultural a les cosmovisions i llenguatge de les noves generacions. Dit d'una altra manera, es tracta de traduir en llenguatge comprensible per a qui no hi entengui, tot allò que envolta el patrimoni cultural llegat.

### Perspectiva històrica

Cartell del film Nit al museu (Shawn Levy, 2006)

Els museus tal com es percebem avui es construeixen al segle xviii però es pot trobar antecedents a l'edat mitjana. En un context de religió estesa i de societat teocràtica, l'Església potencia la circulació de relíquies entre esglésies. Són objectes percebuts de gran valor i als quals se'ls afegeix valor agregat nodrint-los de miracles i històries gairebé fantàstiques. Es tracta d'exaltar els sentiments dels creients, tornar-los devots. El valor patrimonial és doncs diferent d'allò que es defineix com a bé cultural. Moltes relíquies són robades durant les croades al Llevant.
A l'Edat moderna les relíquies prenen un altre sentit. Es dispersen en col·leccions profanes i no són obligatòriament de caràcter religiós. De fet, molts cops són restes arqueològiques d'animals extingits. Hi trobarem ossos de dinosaures i altres restes. Són objectes que fascinen i que aixequen moltes preguntes. Societat encara teocràtica, per bé que amb l'humanisme se secularitza progressivament el seu pensament, les explicacions que s'hi aporta és d'antigues restes del que va quedar del diluvi universal. A l'Àsia, en canvi, se'ls atorga significats diferents, com ara restes de dracs mitològics. El col·leccionisme és privat i en mans de gent acomodada. El sentit de bé cultural és altre cop diferent a la contemporaneïtat però també a l'Edat mitjana.
Durant el segle xviii, aquestes col·leccions s'obren progressivament al públic, de vegades amb entrada a pagar. El terme de museu apareix entre la literatura d'època. No hi tenim cap mena de museu, tal com el concebem avui. Són sales d'antiguitats. Degut a un context de rococó a l'alta societat, les sales de museu serveixen per al gaudi de lletrats i noblesa. Hi són per a ser contemplats. En aquest àmbit, destaquen grans col·leccions com la de la família italiana Farnesio o l'obertura del Museu Britànic el 1759. Els Mèdici, a Itàlia, potencien la dinàmica amb la construcció de la Galleria degli Uffizi, concebuda per l'arquitecte Giorgio Vasari.
És gràcies al pensament il·lustrat que aquestes col·leccions comencen a dur un valor diferent. S'obre el Museu del Louvre a París, concebut per exposar-hi obres percebudes ja com a patrimoni cultural. Els phylosophes Voltaire o Diderot en són partidaris i fan pressió perquè s'obrin al públic. No és fins que passa la Revolució Francesa que el Louvre pren el paper d'educador, és a dir, de divulgació del patrimoni cultural de la nació. Aleshores s'estén el nacionalisme com a ideologia durant tot el segle xix.
El segle xix permet institucionalitzar els museus i se n'obren aquí i allà, com ara a Madrid o Polònia. L'arqueologia ajuda enormement a això mateix. Les troballes a Herculà i Pompeia sacsegen el món del col·leccionisme que s'improvisa arqueòleg. S'assalta l'Àsia i Àfrica. És mercès a aquests primers aventurers que hi haurà els primers estudis sobre el passat de pobles no europeus, com ara el xinès, l'indi, el pakistanès o l'iraquià. Els museus segueixen sent, però, una vitrina d'antiguitats.
Finalment, durant el segle xx, més concretament després de les dues guerres mundials, el museu pateix una vertadera mutació. Abans d'això s'havia estès però no s'havia modificat en essència. És a dir, seguien sent magatzems d'antiguitats. S'aprecien, però, algunes mutacions fins i tot abans d'hora, com ara el primer museu naturalista obert a Andorra durant l'entre-guerres o l'Oceanogràfic de Mònaco. Aquest segon és significatiu, no proposa cap mena d'experiència immersiva, però sí que proposa ja una experiència interpretativa. S'inspirava dels museus de ciències naturals londinencs. És justament sobre l'experiència immersiva i interpretativa que es vertebren els museus a la segona meitat del segle xx. En aquest sentit destaquen espais museístics com ara els ecomuseus, estrenats al món a Suècia. Alemanya mira d'aportar monumentalitat mentre que als Estats Units s'hi trenca la dinàmica anterior amb l'eclosió del patrocini i el mecenatge.
Al segle XXI els museus són dinàmics i ja han aconseguit entrar en l'imaginari mundial de les poblacions. Una mostra d'això mateix és la pel·lícula estatunidenca Night at the Museum estrenada el 2006. En aquest context els museus asiàtics tenen per costum recrear escenes històriques amb personatges de cera. Semblantment, a Europa s'hi veu aparèixer la teatralització amb grups de teatre als museus mateix, una manera lúdica i atractiva d'interpretar el patrimoni cultural. Els museus han deixat d'adreçar-se al públic local, es presenten igualment al turista, surten a l'exterior i d'alguna manera es tornen més vius.